# Хубер, Александр (футболист)
Алекса́ндр Ху́бер (нем. Alexander Huber; тадж. Александр Ҳубер; 25 февраля 1985 года; Ленинабад, Таджикская ССР, СССР) — немецкий и таджикистанский футболист, выступавший на позиции защитника. Всю карьеру провёл в немецких клубах, участвующих на различных по уровню лигах этой страны. В 2017 году сыграл один матч за национальную сборную Таджикистана. Также сыграл несколько матчей за юношескую и молодёжную сборные Германии, а также сыграл один матч за вторую сборную Германии.
Родился в Ленинабаде (ныне Худжанд), на севере Таджикистана, где проживало наибольшее количество этнических немцев в этой республике. Позднее с семьей эмигрировал в Германию. В 1990-е годы являлся игроком юношеской и молодёжной команды клуба «Нойштадт» из одноимённого города, куда он переехал с семьей. Позднее играл в молодёжной команде франкфуртского клуба «Айнтрахт». В 2004 году начал профессиональную карьеру в этом же клубе, который в то время участвовал во Второй Бундеслиге Германии. Выступал за «Айнтрахт» до 2006 года. В общей сложности сыграл за данный клуб 10 матчей. В 2005 году играл в качестве аренды за «Хоффенхайм» (11 игр), который в то время участвовал в региональной лиге «Юг» Германии.
В 2007 году выступал за брауншвейгский «Айнтрахт», в составе которого сыграл в 17 матчах. В то время «Айнтрахт» участвовал во Второй Бундеслиге Германии. В 2007—2008 годах выступал за «Гамбург II» — вторую команду клуба «Гамбург», который участвует в региональной лиге «Север» чемпионата Германии. Сыграл за гамбургский клуб 25 матчей.
С 2008 по 2011 год являлся одним из основных игроков клуба «Киккерс» из Оффенбах-ам-Майна, выступавшего в то время во Второй Бундеслиге Германии. Сыграл за «Киккерс» 90 матчей и забил четыре гола. С 2011 по 2016 год выступал за «Франкфурт», который также участвовал во Второй Бундеслиге. Сыграл в составе данного клуба в 157 матчах и забил один гол, являлся одним из основных игроков команды.
В 2002 году сыграл четыре матча за юношескую сборную Германии (до 17). В 2003—2005 годах выступал за молодёжную сборную Германии (до 20 лет), сыграл в составе сборной 15 матчей и забил один гол. Участник чемпионата мира среди молодёжных сборных 2005 года, который проходил в Нидерландах. На том турнире, молодёжная сборная Германии остановилась на стадии 1/4 финала, проиграв молодёжной сборной Бразилии со счётом 1:2.
В 2006 году сыграл один матч за вторую сборную Германии, именуемая «Германией Б».
В июне 2017 года Александр Хубер был вызван в национальную сборную Таджикистана. Он получил гражданство Республики Таджикистан и получил право выступать за национальную сборную этой страны. Дебютный матч Хубера за сборную Таджикистана состоялся 13 июня того же года, в домашнем матче сборной Таджикистана против сборной Филиппин, в рамках отборочного турнира к Кубку Азии 2019. Он вышел в стартовом составе сборной и был заменен на 46-й минуте матча. Это была единственная игра Хубера за сборную.